# What Money Can't Buy
What Money Can't Buy é o terceiro EP de estúdio da banda americana de pop punk The Summer Set, que foi lançado oficialmente em 28 de novembro de 2011 pela gravadora Razor & Tie. Todas as músicas deste EP tem alguma relação com o Natal.

## Faixas
| N.º | Título                              | Duração |  |
| 1.  | "Something 'Bout This Time of Year" | 3:51    |  |
| 2.  | "Love On Our Side"                  | 2:34    |  |
| 3.  | "Old Mexico"                        | 3:25    |  |